# Mohsen Hashtroodi
Mohsen Hashtroodi (em persa: محسن هشترودی, em francês:  Mohsen Hachtroudi; Tabriz, 13 de dezembro de 1908 — Teerã, 4 de setembro de 1976) foi um matemático iraniano.